# 山洞章
山洞章（羅馬化：Al-Kahf），音译凯海弗章，是古兰经的第18章（苏拉），共110节（阿亚）。
山洞章属于麦加篇章，启示于麦加时期。该章因讲述山洞人（羅馬化：Aṣḥāb al-Kahf）的故事而得名。这一故事相对应基督教中的以弗所之七圣童传说。